# 前358年
| 千纪： | 前1千纪 |
| 世纪： | 前5世纪 \| 前4世纪 \| 前3世纪 |
| 年代： | 前380年代 \| 前370年代 \| 前360年代 \| 前350年代 \| 前340年代 \| 前330年代 \| 前320年代 |
| 年份： | 前363年 \| 前362年 \| 前361年 \| 前360年 \| 前359年 \| 前358年 \| 前357年 \| 前356年 \| 前355年 \| 前354年 \| 前353年                                                                       |
| 纪年： | 周顯王十一年 魯共公二十五年 田齊桓公十七年 晉孝公三十一年 趙成侯十七年 魏惠王十二年 韓昭侯五年 秦孝公四年 楚宣王十二年 宋剔成君十二年 衛成侯四年 燕後文公四年 越王無顓三年 中山桓公二十三年 |

## 大事记
- 秦国敗韓国於西山。
- 韓国攻取屯留、长子。
- 魏国将领龙贾率军在西边筑长城。
- 秦国开通崤山关塞。

## 出生
- 塞琉古一世，亚历山大大帝的马其顿将领和塞琉古王朝的创始人

## 逝世
- 巴迪利斯，伊利里亚国王（公元前448年出生）
- 科蒂斯一世，色雷斯国王